# Pampán (paroisse civile)
Pour les articles homonymes, voir Pampan.
Pampán est l'une des quatre paroisses civiles de la municipalité de Pampán dans l'État de Trujillo au Venezuela. Sa capitale est Pampán, chef-lieu de la municipalité.